# Acrocefalossindactilia
Acrocefalossindactilia é a apresentação conjunta de craniossinostose e sindactilia.

## Classificação
Há muitos tipos diferentes:
- tipo 1 - síndrome de Apert[2][3]:577
- tipo 2 - síndrome de Crouzon[3]:577[4]
- tipo 3 - síndrome de Saethre-Chotzen[5]
- tipo 5 - síndrome de Pfeiffer[6][7]

Um termo relacionado,  acrocefalopolissindactilia (ACPS),  refere-se à inclusão de polidactilia ao quadro. Também apresenta diversos tipos:
- tipe 1 - síndrome de Noack, agora classificada com a síndrome de Pfeiffer[7]
- tipe 2 - síndrome de Carpenter[8]
- tipe 3 - síndrome de Sakati-Nyhan-Tisdale[9]
- tipe 4 - síndrome de Goodman;[10][11] agora classificada com a síndrome de Carpenter[12]
- tipe 5 - síndrome de Pfeiffer

Tem sido sugerido que a distinção entre "acrocefalossindactilia" e "acrocefalopolissindactilia" seja abandonada.